# Oh My School!
Oh My School! (xinès: 茶啊二中, pinyin: Chá Ā Èr Zhōng) és una pel·lícula d'animació xinesa del gènere dramàtic i de comèdia del 2023. Dirigida per Mingze Xia i Kai Yan, la pel·lícula compta amb les veus de Xing Yuanyuan, Wang Bowen, Yuheng Gao, Huang Heng, Guo Hongjin.

## Trama
La pel·lícula està ambientada en la ciutat de Changchun. Inesperadament, la "professora de classe irritable", Shi Miaona, i el xicon més irresponsable de la classe 3 de secundària, Wang Qiang, intercanvien els seus cossos. Ambdós necessiten desesperadament descobrir com poden tornar a intercanviar els cossos, però s'enfronten a diversos obstacles en el camí.

## Repartiment de veu
- Xing Yuanyuan com Wang Qiang
- Wang Bowen com a Shi Miaona
- Yuheng Gao com Jia Chun i Zhang Yan
- Huang Heng com a Liu Ruolin
- Guo Hongjin com a Ma Zenping[1]

## Producció
La pel·lícula és una adaptació d'una sèrie d'animació en xarxa ambientada en una escola secundària de Changchun, al nord-est de la Xina, que es va desenvolupar entre el 2014 i el 2018.

## Estrena
La pel·lícula es va estrenar a la Xina el 14 de juliol de 2023.
Douban, l'influent lloc web de crítiques de pel·lícules xineses, puntua la pel·lícula amb 8 punts sobre 10, un dels resultats més alts per a pel·lícules d'animació d'estrena en sales, només per darrere d'altra pel·lícula del 2023, Chang'an.
Oh My School va debutar en cinquena posició a la Xina i desena a les llistes de taquilla mundials amb un cap de setmana d'obertura on recaptà 12,8 milions de dòlars. La pel·lícula va recaptar un total de 52,6 milions de dòlars al llarg de la seua distribució en sales.